# Brunörad arassari
Brunörad arassari (Pteroglossus castanotis) är en fågel i familjen tukaner inom ordningen hackspettartade fåglar.

## Utseende
Brunörad arassari är en medelstor tukan. Den skiljer sig från övriga araçarier på den blåfärgade bara hudfläcken runt ljust öga och ett enkelt rött band på gul buk. 

## Utbredning och systematik
Brunörad arassari delas in i två underarter:
- P. c. castanotis - förekommer från södra och östra Colombia till östra Ecuador, sydöstra Peru och nordvästra Brasilien
- P. c. australis - förekommer från östra Bolivia till västra och sydöstra Brasilien, östra Paraguay och nordöstra Argentina

## Levnadssätt
Brunörad arassari hittas i skogsbryn och ungskog, ofta kring trädgårdar och bebyggelse. Den påträffas mest i par och smågrupper, framför allt i fruktbärande träd.

## Status och hot
Arten har ett stort utbredningsområde, men tros minska i antal, dock inte tillräckligt kraftigt för att den ska betraktas som hotad. Internationella naturvårdsunionen IUCN listar arten som livskraftig (LC).

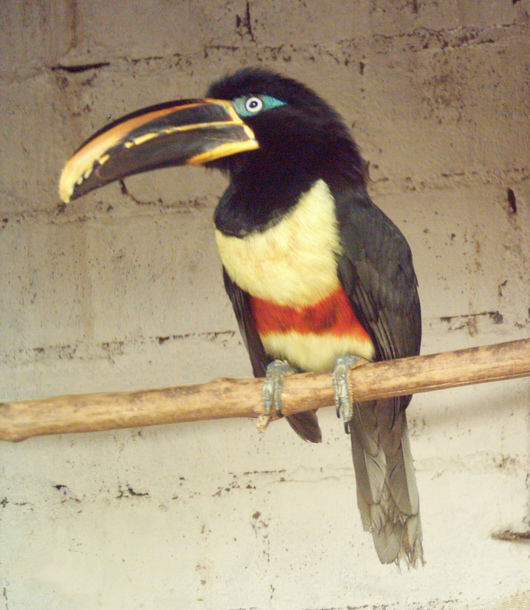